# Superunknown
Albums de Soundgarden
Badmotorfinger
(1991) Down on the Upside
(1996)
Singles
1. Spoonman
Sortie : 29 janvier 1994
2. The Day I Tried to Live
Sortie : 18 avril 1994
3. Black Hole Sun
Sortie : 13 mai 1994
4. My Wave
Sortie : octobre 1994
5. Fell on Black Days
Sortie : janvier 1995

Superunknown est le quatrième album du groupe grunge américain Soundgarden. Il est sorti le 8 mars 1994 sous le label A&M Records et a été produit par Michael Beinhorn et le groupe.

## Historique
L'album est enregistré entre juillet et septembre 1993 dans le Studio Bad Animals de Seattle.
C'est le deuxième album du groupe avec le bassiste Ben Shepherd. Soundgarden commence à travailler sur l'album après avoir tourné pour l'album précédent, Badmotorfinger (1991). Superunknown constitue un nouveau départ par rapport aux anciens enregistrements du groupe étant donné qu'il souhaite s'ouvrir à une grande série d'influences musicales.
Musicalement, Soundgarden adopte un son plus lisse et plus accessible que lors des précédents albums. Chris Cornell chante plus bas et signe la plupart des titres, donnant à l'album une véritable unité artistique et thématique. Des sujets comme le suicide, la toxicomanie, la dépression et l'humour noir servent d'inspiration à la plupart des textes de l'album. Certains titres (Black Hole Sun et Head Down) sont fortement influencés par les Beatles, tandis que d'autres contiennent des sonorités orientales (Fell on Black Days et Half).
L'album est le plus gros succès commercial et critique de Soundgarden, tant aux États-Unis que dans le reste du monde. Il débute à la première place du Billboard 200 et atteint des hautes positions dans les charts du monde entier. Les singles Black Hole Sun, Spoonman, My Wave, The Day I Tried to Live et Fell on Black Days connaissent une importante diffusion radio et télévisée. En 1995, l'album est nommé pour le Grammy Award du Meilleur Album Rock.
À l'origine, Spoonman est une démo composée par Chris Cornell pour le film Singles de Cameron Crowe en 1992. Elle figure sur l'EP de Cliff Poncier, chanteur interprété par Matt Dillon. Jeff Ament, bassiste de Pearl Jam en trouve le titre en hommage à Artis the Spoonman (en), un artiste de rue de Seattle.
En 2003, l'album est classé 336e dans la liste des « 500 plus grands albums de tous les temps » du magazine Rolling Stone, 38e dans la liste des « 100 plus grands albums des années 1990 » (toujours de Rolling Stone), et 5e dans la liste des « albums à guitare » du magazine Guitar World en 1994.
L'album tire son nom d'une erreur de Chris Cornell : « J'ai vu une cassette vidéo intitulée Superclown mais j'ai lu Superunknown, ce qui m'a paru être un bon titre. Je ne l'avais jamais entendu, jamais vu auparavant et cela m'a inspiré ». (Pulse!, mars 1994.)
En avril 2019, l'album est classé no 9 des « 50 meilleurs albums grunge » par le magazine Rolling Stone.
L'album est certifié cinq fois disque de platine avec cinq millions de vente aux États-Unis et neuf millions d'exemplaires dans le monde.
En avril 2022, l'album est certifié six fois disque de platine avec six millions d'albums vendus aux Etats-Unis et dix millions à l'international.

## Liste des titres
| No  | Titre                                                               | Paroles          | Musique             | Durée |
| --- | ------------------------------------------------------------------- | ---------------- | ------------------- | ----- |
| 1.  | Let Me Drown                                                        | Chris Cornell    | Cornell             | 3:51  |
| 2.  | My Wave                                                             | Cornell          | Cornell, Kim Thayil | 5:12  |
| 3.  | Fell on Black Days                                                  | Cornell          | Cornell             | 4:42  |
| 4.  | Mailman                                                             | Cornell          | Matt Cameron        | 4:25  |
| 5.  | Superunknown                                                        | Cornell          | Cornell, Thayil     | 5:06  |
| 6.  | Head Down                                                           | Ben Shepherd     | Shepherd            | 6:08  |
| 7.  | Black Hole Sun                                                      | Cornell          | Cornell             | 5:18  |
| 8.  | Spoonman                                                            | Cornell          | Cornell             | 4:06  |
| 9.  | Limo Wreck                                                          | Cornell          | Cameron, Thayil     | 5:47  |
| 10. | The Day I Tried to Live                                             | Cornell          | Cornell             | 5:19  |
| 11. | Kickstand                                                           | Cornell          | Thayil              | 1:34  |
| 12. | Fresh Tendrils                                                      | Cornell, Cameron | Cameron             | 4:16  |
| 13. | 4th of July                                                         | Cornell          | Cornell             | 5:08  |
| 14. | Half                                                                | Shepherd         | Shepherd            | 2:14  |
| 15. | Like Suicide                                                        | Cornell          | Cornell             | 7:01  |
| 16. | She Likes Surprises (bonus de la version internationale de l'album) |                  | Cornell             | 3:20  |

## Musiciens
- Chris Cornell : chant, guitare
- Kim Thayil : guitare solo
- Ben Shepherd : basse, chœurs, chant et guitare sur Half, percussions additionnelles sur Head Down
- Matt Cameron : batterie, percussions, mellotron sur Mailman

Musiciens additionnels
- Artis the Spoonman : cuillères sur Spoonman
- Gregg Keplinger : batterie et percussions sur Head Down
- Michael Beinhorn : piano sur Let Me Drown
- April Acevez : violon alto sur Half
- Justine Foy : violoncelle sur Half
- Natasha Shneider : clavinet sur Fresh Tendrils

## Charts & certifications

### Album
Charts
| Pays                                 | Durée du classement | Meilleur classement | Date            |
| ------------------------------------ | ------------------- | ------------------- | --------------- |
| Allemagne (GfK Entertainment)        | 51 semaines         | 13e                 | 4 avril 1994    |
| Australie (ARIA Charts)              | 45 semaines         | 1er                 | 6 mars 1994     |
| Autriche (Ö3 Austria Top 40)         | 28 semaines         | 19e                 | 24 juillet 1994 |
| Belgique (W) (Ultratop)              | 2 semaines          | 138e                | 21 juin 2014    |
| Canada (RPM)                         | 50 semaines         | 2e                  | 28 mai 1994     |
| Écosse (Scottish Album Chart)        | 24 semaines         | 4e                  | 13 mars 1994    |
| Espagne (Promusicae )                | 1 semaine           | 85e                 | 8 mars 2015     |
| États-Unis (Billboard 200)           | 80 semaines         | 1er                 | 26 mars 1994    |
| France (SNEP)                        | 12 semaines         | 26e                 | 1994            |
| Italie (FIMI)                        | 5 semaines          | 28e                 | 2014            |
| Norvège (VG-lista)                   | 9 semaines          | 5e                  | 7 mars 1994     |
| Nouvelle-Zélande (RMNZ Albums Top40) | 26 semaines         | 1er                 | 20 mars 1994    |
| Pays-Bas (MegaCharts)                | 55 semaines         | 11e                 | 9 avril 1994    |
| Portugal (AFP)                       | 2 semaines          | 43e                 | 22 mai 2017     |
| Royaume-Uni (UK Albums Chart)        | 39 semaines         | 4e                  | 13 mars 1994    |
| Suède (Sverigetopplistan)            | 34 semaines         | 3e                  | 18 mars 1994    |
| Suisse (Schweizer Hitparade)         | 13 semaines         | 9e                  | 3 avril 1994    |

Certifications
| Pays             | Certification | Ventes    | Date              |
| ---------------- | ------------- | --------- | ----------------- |
| Australie        | 3 × Platine   | 210 000 + | 2017              |
| Canada           | 3 × Platine   | 300 000 + | 21 septembre 1994 |
| États-Unis       | 6 × Platine   | 6 000 000 | 21 avril 2022     |
| Italie           | Or            | 25 000 +  | 2019              |
| Nouvelle-Zélande | Platine       | 15 000 +  | 5 février 1995    |
| Pays-Bas         | Or            | 50 000 +  | 1995              |
| Royaume-Uni      | Platine       | 100 000 + | 2 juillet 2021    |

### Singles
Spoonman
| Chart                  | Durée du classement | Position | Date            |
| ---------------------- | ------------------- | -------- | --------------- |
| Mainstream Rock Tracks | 26 semaines         | 3e       | 7 mai 1994      |
| Alternative Songs      | 10 semaines         | 9e       | 9 avril 1994    |
| ARIA Charts            | 8 semaines          | 23e      | 20 février 1994 |
| RPM Top Singles        | 15 semaines         | 12e      | 23 mai 1994     |
| IRMA                   | 2 semaines          | 23e      | 24 février 1994 |
| RMNZ Singles Top40     | 7 semaines          | 10e      | 20 mars 1994    |
| Mega Top 50            | 3 semaines          | 37e      | 9 avril 1994    |
| UK Singles Chart       | 4 semaines          | 20e      | 20 février 1994 |
| Sverigetopplistan      | 1 semaine           | 37e      | 4 mars 1994     |

Black Hole Sun
| Chart                  | Durée du classement | Position | Date              |
| ---------------------- | ------------------- | -------- | ----------------- |
| Mainstream Rock Tracks | 26 semaines         | 1er      | 16 juillet 1994   |
| Alternative Songs      | 25 semaines         | 2e       | 2 juillet 1994    |
| Radio Songs            | 23 semaines         | 24e      | 17 septembre 1994 |
| Single Top 100         | 13 semaines         | 26e      | 3 octobre 1994    |
| ARIA Charts            | 16 semaines         | 6e       | 21 août 1994      |
| (V) Ultratop           | 2 semaines          | 37e      | 24 septembre 1994 |
| RPM Top Singles        | 21 semaines         | 5e       | 29 août 1994      |
| Single Top 100         | 23 semaines         | 2e       | 2 octobre 1994    |
| IRMA                   | 7 semaines          | 9e       | 25 août 1994      |
| RMNZ Singles Top40     | 12 semaines         | 22e      | 11 septembre 1994 |
| Mega Top 50            | 13 semaines         | 25e      | 12 novembre 1994  |
| UK Singles Chart       | 5 semaines          | 12e      | 21 août 1994      |
| Sverigetopplistan      | 14 semaines         | 19e      | 23 septembre 1994 |

Fell on Black Days
| Chart                  | Durée du classement | Position | Date              |
| ---------------------- | ------------------- | -------- | ----------------- |
| Mainstream Rock Tracks | 26 semaines         | 4e       | 22 octobre 1994   |
| Alternative Songs      | 28 semaines         | 13e      | 17 septembre 1994 |
| Radio Songs            | 15 semaines         | 54e      | 14 janvier 1995   |
| RPM Top Singles        | 7 semaines          | 66e      | 17 octobre 1994   |
| IRMA                   | 3 semaines          | 14e      | 2 février 1995    |
| Mega Top 50            | 2 semaines          | 45e      | 25 février 1995   |
| UK Singles Chart       | 2 semaines          | 24e      | 22 janvier 1995   |

My Wave
| Chart                  | Durée du classement | Position | Date             |
| ---------------------- | ------------------- | -------- | ---------------- |
| Mainstream Rock Tracks | 19 semaines         | 11e      | 17 décembre 1994 |
| Alternative Songs      | 9 semaines          | 18e      | 19 novembre 1994 |
| ARIA Charts            | 1 semaine           | 50e      | 27 novembre 1994 |
| RPM Top Singles        | 6 semaines          | 66e      | 5 décembre 1994  |
| RMNZ Singles Top40     | 1 semaine           | 46e      | 15 janvier 1995  |

The Day I Tried to Live
| Chart                  | Durée du classement | Position | Date          |
| ---------------------- | ------------------- | -------- | ------------- |
| Mainstream Rock Tracks | 15 semaines         | 13e      | 20 mai 1995   |
| Alternative Songs      | 7 semaines          | 25e      | 15 avril 1995 |
| Alternative Rock       | 2 semaines          | 27e      | 19 juin 1995  |
| UK Singles Chart       | 2 semaines          | 42e      | 24 avril 1994 |

## Distinctions

### Récompenses
- Grammy Awards 1995 : 
  - Grammy Award de la meilleure prestation metal pour Spoonman
  - Grammy Award de la meilleure prestation hard rock pour Black Hole Sun

### Nomination
- Grammy Awards 1995 : Meilleur album rock pour Superunknown